# Armand Jurel
Armand Jurel is een inheems-Surinaams politicus van de Nationale Democratische Partij (NDP). Van 2013 tot 2020 was hij districtscommissaris.

## Biografie
Jurel is van inheemse komaf en afkomstig uit het district Para. Hij heeft een juridische achtergrond en werd om die reden in 2012 benaderd door de NDP-parlementsleden Lesley Artist (eveneens inheems) en Ramses Kajoeramari voor een positie van districtscommissaris (dc). Op dat moment was hij zelf nog geen lid van de NDP. Vervolgens zegde hij toe en werd hij in februari 2013 tot dc benoemd voor Kabalebo (Sipaliwini) met vestiging in Apoera.
In december 2014 volgde hij Naltus Naana op als dc voor Boven-Coppename, Boven-Suriname en Coeroenie. Vervolgens werd hij in mei 2016 overgeplaatst naar het district Para. Hier bleef hij aan tot 2020. Hij werd opgevolgd door Marlène Joden.
Tijdens het bezoek van een regeringsdelegatie aan China in oktober/november 2019 reisde Jurel mee en tekende hij samen met de burgemeester van Xianning een intentieverklaring voor samenwerking op het gebied van landbouw, handel, industrie, toerisme en onderwijs. Para heeft een stedenband met Xianning.